# Abraham Kall Rasmussen
Abraham Kall Rasmussen (født 23. februar 1824, død 30. marts 1901) var en dansk sognepræst og historiker.
Rasmussen blev student fra Metropolitanskolen i København 1843, og teologisk kandidat 18. januar 1850. Han blev sognepræst for Dollerup, Finderup og Ravnstrup Kirke i Viborg Stift 1867-76 og for Butterup og Tuse på Sjælland 1876-92.
Han udgav i 1866 en historisk-topografisk beskrivelse af Maribo Sogn med titlen Laaland og Falster, topografisk beskrevne.
Hans bror var historikeren Michael Nicolai Christopher Kall Rasmussen.